# Arachnidium simplex
Arachnidium simplex är en mossdjursart som beskrevs av Walter Douglas Hincks 1880. Arachnidium simplex ingår i släktet Arachnidium och familjen Arachnidiidae. Inga underarter finns listade i Catalogue of Life.